# Nieon Antonow
Nieon Wasiljewicz Antonow (ros. Неон Васильевич Антонов, ur. 6 stycznia?/19 stycznia 1907 we wsi Kraskowo niedaleko miasta Lubercy w obwodzie moskiewskim, zm. 24 października 1948 na Amurze) – radziecki kontradmirał, uczestnik II wojny światowej.
Od 1921 mieszkał z rodziną w Kołomnie, gdzie skończył szkołę, od października 1926 służył w radzieckiej marynarce, w 1930 ukończył wojskową szkołę morską im. Frunzego. Był żołnierzem morskich wojsk pogranicznych OGPU, następnie NKWD, w 1941 ukończył wojskową akademię morską im. Woroszyłowa i został członkiem WKP(b). Od czerwca 1941 uczestniczył w wojnie z Niemcami we Flocie Bałtyckiej, 26 czerwca 1945 został dowódcą amurskiej flotylli wojennej, 8 lipca 1945 otrzymał stopień kontradmirała. Zginął tragicznie na Amurze. Został pochowany w Chabarowsku.

## Odznaczenia
- Złota Gwiazda Bohatera Związku Radzieckiego (14 września 1945)
- Order Lenina (14 września 1945)
- Order Czerwonego Sztandaru (dwukrotnie, 1944 i 1946)
- Order Uszakowa II klasy (1944)
- Order Wojny Ojczyźnianej I klasy (1945)
- Order Czerwonej Gwiazdy (1944)

I medale.